# Thái thú
Thái thú (chữ Hán: 太守) là một chức quan trong thời kỳ cổ đại của lịch sử Trung Quốc, đứng đầu đơn vị hành chính "quận".

## Lịch sử
Chức vụ này được đặt ra từ thời Chiến Quốc. Thời đó, các nước chư hầu thiết lập ở khu vực biên cảnh xung đột các quận, tạo thành các khu vực đặc biệt có chính quyền sứ quân tổng hợp, quan đứng đầu gọi là thú, quận thú (tiếng Trung: 郡守).
Thời nhà Tần tiêu diệt lục quốc, bãi bỏ chế độ sắc phong các khu vực thái ấp, toàn Trung Hoa lập thành 36 quận, quận thú là quan đứng đầu, do hoàng đế trực tiếp bổ nhiệm và miễn nhiệm.
Nhà Tây Hán thay đổi chức thái quận thú thành Thái thú. Thái thú là người đại diện của triều đình trung ương tiếp xúc với dân địa phương, được hưởng lương 2000 thạch. Nhiệm vụ chính của các thái thú trong thời bình là thu nạp các cống phẩm của địa phương (thường là sản vật quý) để dâng nộp về triều đình trung ương theo các hạn định đã được giao. Tại những quận không yên ổn, có sự chống đối của dân địa phương hoặc giáp vùng biên, nhà Hán đặt thêm chức Đô úy có nhiệm vụ phụ trách quân sự, đóng quân đồn trú tại địa phương để đánh dẹp các lực lượng nổi dậy hoặc sự xâm lấn của ngoại bang. Thái thú chịu sự giám sát của các Thứ sử.
Sang thời Đông Hán, triều đình đặt ra chức kế lại. Người Kế lại có nhiệm vụ thay mặt Thái thú lên báo cáo tình hình với Thứ sử. Kế lại của Thứ sử lại làm nhiệm vụ thay mặt thứ sử lên triều đình tâu báo, còn Thứ sử chuyên tâm vào việc ở bản châu.
Bên dưới thái thú có một viên quận thừa thay mặt Thái thú khi thái thú vắng mặt. Xung quanh Thái thú có các duyện sử chia ra các "tào" làm việc, mỗi tào có thư tá làm việc giấy tờ.
Ngoài ra, tại mỗi quận vẫn duy trì chức đô úy ngang chức như Thái thú, lo việc quân sự và một viên Đô úy thừa, chức ngang với quận thừa, giúp việc quân sự. Năm 30, Hán Quang Vũ Đế bỏ chức đô úy và đô úy thừa, chỉ có quận nào có biện loạn mới lâm thời đặt ra chức đó.
Nhà Tùy xóa bỏ quận, lấy châu đơn vị hành chính cấp thứ hai, chức thái thú bị bãi bỏ, thời kỳ này quan Thứ sử trở thành chức quan gần tương đương với quan thái thú thời nhà Hán.
Từ thời nhà Tống về sau, chuyển xưng thành tri phủ.